# 圣福门舒堂
圣福门舒堂（義大利語：Chiesa di San Frumenzio ai Prati Fiscali）是一座罗马天主教教堂，位于意大利罗马Nuovo Salario区的via Cavriglia。供奉圣福门舒。堂区由Angelo Dell'Acqua枢机创建于1968年3月18日。教堂建于1980年代，建筑师Eugenio Abruzzini，于1984年9月30日祝圣。1988年6月28日，教宗若望保禄二世将其定为领衔堂区，为枢机主教驻地。
现任枢机司铎为莫桑比克籍亚历山大·若瑟·桑托斯。 (1988 – )

## 建筑
该堂为半圆形，后殿装饰有Luciana Siotto的七幅圣像构成的“Deesis”，中心是登宝座的基督像，右侧是圣母玛利亚、弥额尔和圣伯多禄，左侧是圣若翰洗者、加俾额尔和圣保禄。